# Direct 8
Direct 8 va ser un canal de televisió francès general i privat. El canal va sorgir després que el CSA va obrir la seva aposta per ampliar els canals a França, anticipant l'arribada de la TDT al país. El canal va ser establert per primera vegada el 24 de juliol de 2001, i després va obrir les seves emissions el 31 de març de 2005 amb l'estrena de la TDT. No obstant això, també es pot veure per cable, satèl·lit i Internet.

## Història de Direct 8
El 2001, es va establir per primera vegada quan va començar les seves transmissions de prova. Quatre anys més tard, el 2005, va començar les seves primeres emissions sota el nom de Direct 8 després de l'oferta realitzada per la CSA que va proposar la creació de nous canals de televisió per ampliar l'oferta de la TDT francesa. Des de la seva carrera com a Direct 8, destaca Jean-Marc Morandini que és un famós periodista i presentador de televisió i ràdio conegut pel seu programa, del mateix nom, en què la vida de les celebritats i l'anàlisi a la lupa vidre Les audiències i programes de televisió de la competició són el plat principal del programa.
El 2011 el grup Canal + França compra el canal adquirint el 60% de les accions. Això va fer que els nous patrons creguessin oportú crear un nou canal de televisió: Direct Star, dedicat a reportatges i documentals sobre famosos i cantants.
El 2012 s'acaba adquirint la totalitat de les accions i el que fou Direct 8 passa a ser D8. De la mateixa manera, el que fou Direct Star passa a ser D17. El programa estrella del canal, Morandini, fou venut al canal NRJ 12 i la programació es redissenyà completament.
De tota la història del canal de televisió, sigui en la seva etapa com a Direct 8 o com a D8, cal remarcar l'aposta que varen fer els directius del canal quant a futbol femení es refereix. Conscients que el panorama del món de l'esport és, encara avui dia, majoritàriament masculí, especialment quan es parla de futbol, bàsquet, rugbi o fórmula 1, Direct 8 va ser el primer canal de televisió francès en apostar en la lliga femenina de futbol professional, així com en els mundials corresponents. L'aposta va seguir amb D8 i, cal dir, malgrat les crítiques rebudes, que el públic va rebre bastant bé la proposició amb audiències destacables per un canal de televisió nou, petit i que encara ha de fer-se lloc a les llars. I és que l'element destacable d'aquesta aposta és que per primer cop a França el futbol femení va tenir la possibilitat de ser emès, patrocinat i recolzat amb les mateixes condicions que el futbol masculí, tot un avenç pel que fa a drets humans. Això no obstant, cal dir que l'adquisició de Direct 8 per Canal + és, si més no, fatídica per les emissions de futbol femení, ja que Canal + va començar a apostar pel futbol masculí, rebaixant les emissions del futbol femení, cosa que denota el possible canvi evident que podria haver-hi: eliminar els partits femenins per substituir-los pels masculins. En qualsevol cas això és el que diferents mitjans de comunicació denuncien com ara el periòdic Le Parisien.

## Eslògans
- Del 2005 al setembre 2011: “La nouvelle grande chaîne généraliste” (del francès, El nou gran canal generalista)
- Del setembre 2011 al 7 d'octubre 2012: “Et c'est sur Direct 8” (del francès, I passa a Direct 8)